# Jan-Otto Modig
Jan-Otto Modig, född den 11 november 1914 i Stockholm, död den 16 augusti 2005 i Bromma, var en svensk tidningsekonom och direktör.

## Biografi
Efter avslutad utbildning till jur.kand. vid Stockholms högskola 1938 och tingstjänstgöring 1938-39 var Modig biträdande skreterare i krigsförsäkringsnämnden 1939-43 och sekreterare i exportkreditnämnden 1942-43. Han var sedan verställande direktör i SHIO 1944-49.
Modig var åren 1949-54 verställande direktör för dåvarande Tidningsutgivarföreningen (TU) och Tidningarnas Arbetsgivarförening (TA). Han valdes därefter till ordförande för TA, en befattning han hade till 1974.
Modig var vice verkställande direktör i Dagens Nyheter AB 1954-60. Han var sedan verkställande direktör i Tidningarnas Telegrambyrå AB 1961-73, och därefter vice verkställande direktör i Sveriges Radio AB 1973-79. 
Modig var efter sin pensionering redaktör för tidskriften Liberal Debatt 1982-89. Han hade också vid sidan av sin yrkeskarriär en stor mängd förtroendeuppdrag.